# Нгіндо
Нгі́ндо (гіндо, ньїндо, чінгіндо, кінгіндо) — невеликий народ групи банту в Танзанії.
Люди нгіндо проживають у східній Танзанії, в регіонах Лінді та у Морогоро.
Згідно з даними на 2009 рік представників народу нгіндо — 171 тисяча осіб.
Нгіндо розмовляють мовою кінгіндо, що є писемною (на основі латинки), також застосовують мову суахілі.
За релігією нгіндо — мусульмани, зберігають традиційні вірування.
На початку 1970-х років Інститут суахілійських студій при Дар-ес-Саламському університеті на чолі з Т.С.Й. Сенго здійснював збирання і запис зразків фольклору різних танзанійських народів, зокрема й нгіндо.

## Джерело-посилання
- Simons, Gary F. and Charles D. Fennig (eds.). 2018. Ethnologue: Languages of the World, Twenty-first edition. Dallas, Texas: SIL International. Online version: Ngindo. A language of Tanzania (англ.)